# Badminton ai I Giochi olimpici giovanili estivi
Le gare di badminton ai I Giochi olimpici giovanili estivi sono state disputate dal 15 al 19 agosto 2010 al Singapore Indoor Stadium di Singapore. Sono state assegnate medaglie per la gara maschile e per quella femminile.

## Formato
Hanno partecipato 32 atleti per ogni categoria, divisi in otto gruppi i cui vincitori accedevano alla fase ad eliminazione diretta. Le partite dei gironi sono state giocate il 15 e il 16 agosto, dal 17 al 19 si sono disputati gli incontri ad eliminazione diretta.

## Qualificazioni
Potevano prendere parte alle gare soltanto gli atleti nati tra il 1º gennaio 1992 e il 31 dicembre 1993. Ogni continente aveva una quota di atleti iscrivibile (cinque a testa per Europa e Asia, due per Africa, America e Oceania), se non c'erano campioni continentali in carica iscrivibili veniva seguito il criterio del ranking al 1º maggio 2010. I rimanenti sette posti sono stati assegnati in base al risultato dei Campionati mondiali junior 2010. Singapore ha potuto iscrivere l'atleta più alto nel ranking.

## Qualificati

### Ragazzi
Asia
- Loh Wei Sheng
- Kento Horiuchi
- Hsieh Feng-tse
- Dilshan Kariyawasam
- Tam Chun Hei

Europa
- Kasper Lehikoinen
- Flemming Quach
- Lucas Claerbout
- Mikael Westerback
- Nick Fransman

Americhe
- Mario Cuba
- Job Castillo

Oceania
- Boris Ma
- Asher Richardson

Africa
- Mohamed Abderahim Belarbi
- Mahmoud Sayed Abdelsalam El Sayed

Campionati mondiali junior
- Kang Ji-wook
- Sai Praneet
- Prannoy H.S.
- Huang Yuxiang
- Dennis Coke
- Pisit Poodchalat
- Evert Sukamta
- Henry Pan
- Zenas Lam

Altri
- Mohammed Qadoum
- Phetphanom Keophiachan
- Kevin Ghislain
- Irfan Djabar
- Nguyen Huynh Thong Thao
- Ngosa Chongo

Paese ospitante
- Chao Huang

### Ragazze
Asia
- Sapsiree Taerattanachai
- Choi Hye-in
- Renna Suwarno
- Chiang Mei-hui
- Vu Thi Trang

Europa
- Sarah Milne
- Lea Palermo
- Yelyzaveta Zharka
- Lene Clausen
- Airi Mikkela
- Alexandra Mathis

Americhe
- Cee Nantana Ketpura
- Katherine Winder

Oceania
- Tara Pilven
- Victoria Cheng

Africa
- Fatima Azeez
- Kate Foo Kune

Campionati mondiali junior
- Misaki Matsumoto
- Deng Xuan
- Naoko Fukuman
- Carolina Marín
- Sonia Cheah Su Ya
- Fabienne Deprez
- Josephine Wentholt
- Ebro Tunali
- Alexandra Matis
- Mariana Ugalde
- Tracy Wong

Altri
- Aishath Afnaan Rasheed
- Dragana Volkanovska
- Bridget Shamim Bangi
- Tiaese Livi Tapumanaia
- Lekha Shehani

## Podi
| Evento    | Oro                     | Argento                     | Bronzo       |
| Maschile  | Pisit Poodchalat        | Prannoy Haseena Sunil Kumar | Kang Ji-wook |
| Femminile | Sapsiree Taerattanachai | Deng Xuan                   | Vu Thi Trang |

### Medagliere
| Posizione | Paese         |   |   |   | Totale |
| --------- | ------------- | - | - | - | ------ |
| 1         | Thailandia    | 2 | 0 | 0 | 2      |
| 2         | Cina          | 0 | 1 | 0 | 1      |
| 2         | India         | 0 | 1 | 0 | 1      |
| 4         | Corea del Sud | 0 | 0 | 1 | 1      |
| 4         | Vietnam       | 0 | 0 | 1 | 1      |
| Totale    | Totale        | 2 | 2 | 2 | 6      |